# Муму (спектакль МДТ)
«Муму» — спектакль Академического Малого Драматического театра — Театра Европы, поставленный режиссёром Вениамином Фильштинским в 1984 году по мотивам произведений И.С.Тургенева

## О спектакле
В основу спектакля, поставленного Вениамином Фильштинским, легли рассказ И.С.Тургенева «Муму» и сборник рассказов «Записки охотника».
Историю глухонемого Герасима и Муму в спектакле рассказывают скоморохи, которых встречает в деревенском кабаке охотник. Скоморошье действии сменяется живым серьёзным рассказом.
Спектакль с успехом идёт более тридцати лет. Молодые актёры, участвовавшие в премьерных показах, за это время стали корифеями театра. 15 мая 2016 г. состоялось возобновление спектакля с новым составом исполнителей. 13 лет роль Муму в спектакле исполняла собака Юта, затем долгое время играла собака Ромашка, с 2016 года играет собака Глаша.

## Создатели спектакля
- Сценическая композиция — В. и Ф. Фильштинские
- Постановка — В.М.Фильштинский
- Ассистент режиссёра — Сергей Бехтерев
- Сценография и костюмы — Александр Орлов, Ирина Чередникова
- Музыка — Ирина Цеслюкевич
- Русские песни в исполнении Е и С. Смольяниновых и Н. Шадриной
- Хормейстер — Н. Шадрина

## Гастроли
- 1989 — Турин (Италия)
- 2007 — Москва
- 2009 — Москва
- 2011 — Пермь
- 2016 — Новотроицк, Орск, Железногорск, Старый Оскол

## Действующие лица и исполнители
Охотник – Анатолий Колибянов, Владимир Захарьев 
Целовальник - Владимир Артемов 
Герасим – Сергей Козырев, Пётр Семак, Олег Рязанцев 
Барыня – Нэлли Бабичева, Вера Быкова, Наталья Фоменко 
Приживалка – Лидия Горяйнова, Светлана Гайтан, Наталья Соколова 
Гаврила – Борис Бабинцев, Аркадий Коваль, Александр Завьялов, Олег Гаянов 
Капитон – Владимир Осипчук, Пётр Семак, Олег Рязанцев , Евгений Санников, Виталий Андреев 
Татьяна – Лия Кузьмина, - Наталья Акимова,  Дана Абызова, Екатерина Клеопина , Любовь Константинова 
Степан – Михаил Самочко, Станислав Ткаченко 
Ксюшка – Нина Семенова, - Наталья Акимова, Глафира Козулина, Уршула Малка 
Агафья – Марина Гридасова, Наталья Фоменко, Наталия Калинина 
Аграфена – Марина Гридасова, Марина Богданова, Екатерина Решетникова
Отец – Александр Завьялов, Алексей Зубарев, Виталий Пичик, Павел Грязнов 
Мать – Марина Гридасова, Ирина Никулина, Дарья Ленда, Екатерина Решетникова, Арина Сумкина  
Мужики в трактире –  Сергей Бехтерев, Сергей Власов, Игорь Иванов,  Игорь Скляр, Владимир Захарьев, Алексей Морозов,   Олег Дмтриев, Сергей Дьячков, Никита Васильев, Андрей Кондратьев, Леонид Луценко, Евгений Серзин, Бекарий Цулукидзе, Иван Чепура, Никита Сидоров, Михаил Титоренко

## Отзывы о спектакле
- Какая неслыханная, не сегодняшняя подробность игры, и как она оказывается современна, как легко воспринимает все это зал, наполовину заполненный школьниками, ловившими и смешное, и игривое, и трагическое… (Анна Гордеева )

- На "Муму", кстати, надо обязательно приводить детей, если они к тому же читали Тургенева, то помимо всего прочего смогут пронять две важные вещи: чем театр отличается от литературы и что такое бережное и вместе с тем легкое и свободное отношение к классике. (Антонина Самохвалова )

- Этот спектакль похож на русское поле. Вроде бы ничего загадочного в нём нет - шумит безоглядное под неярким солнцем, а остановишься, бросишь взор, и трудно потом отвести глаза, захочется рассмотреть каждую травинку. Этот спектакль похож на русскую песню, которая и тревожит, и объясняет ,и сбивает с толку, и вселяет веру. Оказывается, не так уж прост был этот тургеневский рассказ. (Т.Кудрявцева)

- Переживая, как кажется, сегодня период исканий, театр не может не радоваться сценическому обретению героя, по-настоящему драматического и даже явно приближающегося к полноте трагедийного, конфликтного выявления себя. Спектакль "Муму" как раз важен и притягателен тем, что в нем есть крупный, отчетливо приподнятый надо всеми герой, резко противопоставленный среде, в которой живет. (Марина Дмитревская)

## Пресса о спектакле
- Григорий Заславский. "Спектакль на вырост." "Независимая газета", 14.11.2007

- Анна Гордеева. "Муму" из 1984 года. "Время новостей", 12.11.2007

- Антонина Самохвалова. "Следом за "МУМУ". Коммерсантъ Weekend, 27.02.2004

- Т. Кудрявцева. "Как поле, как песня..." "Ленинские Искры", 05.09.1984

- Марина Дмитревская. По рассказу Тургенева.

- Питерскую Муму сыграла чебоксарская собака regnum.ru, 25.05.2008

- "Жертвенная сила любви" Портал "Староосколький городской округ", 10.06.2016

- А. ТАРУБАРОВА. "Привычная радость" Новое время, 16.06.2016